# Banteng domestique
Bos javanicus domesticus · Bœuf de Bali
Sous-espèce
Synonymes
- Bibos sondaicus domesticus Gans, 1915 (protonyme)

Statut de conservation UICN

 NE  : Non évalué
Le Banteng domestique (Bos javanicus domesticus), appelé aussi Bœuf de Bali, est une sous-espèce d'artiodactyles de la famille des Bovidae. Il s'agit de la version domestique de l'animal éponyme (Bos javanicus).

## Dénomination
En français, Bos javanicus domesticus est appelé « Banteng domestique », « Bœuf de Bali » et « Bovin balinais ».

## Aire de répartition
Ce bovin est domestiqué en Indonésie (Bali, Bornéo, Java, Sumatra et Célèbes), en Malaisie et au Timor. Il a été importé en Australie, où depuis il existe une population marronne dans le parc national Garig Gunak Barlu.

## Taxinomie

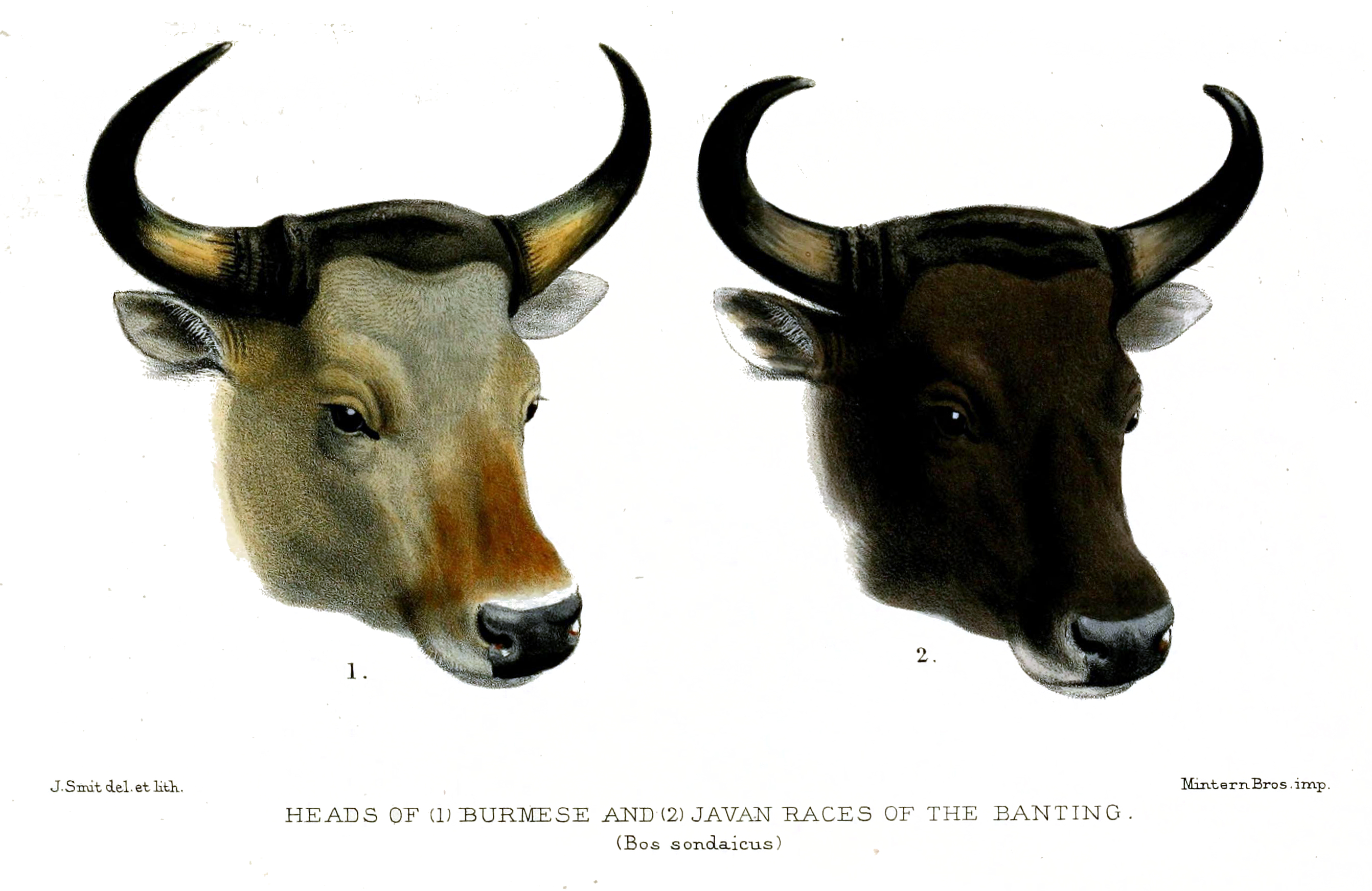
Planche de Joseph Smit du Proceedings of the Zoological Society of London et datée du 1er janvier 1898 comparant la race birmane (1) et javanaise (2) du Bœuf de Bali.

Cette sous-espèce a été décrite pour la première fois en 1915 par l'agronome allemand Heinrich Gans (de) (1890-1973). Il est la forme domestique du Banteng.

## Le Banteng domestique et l'Homme

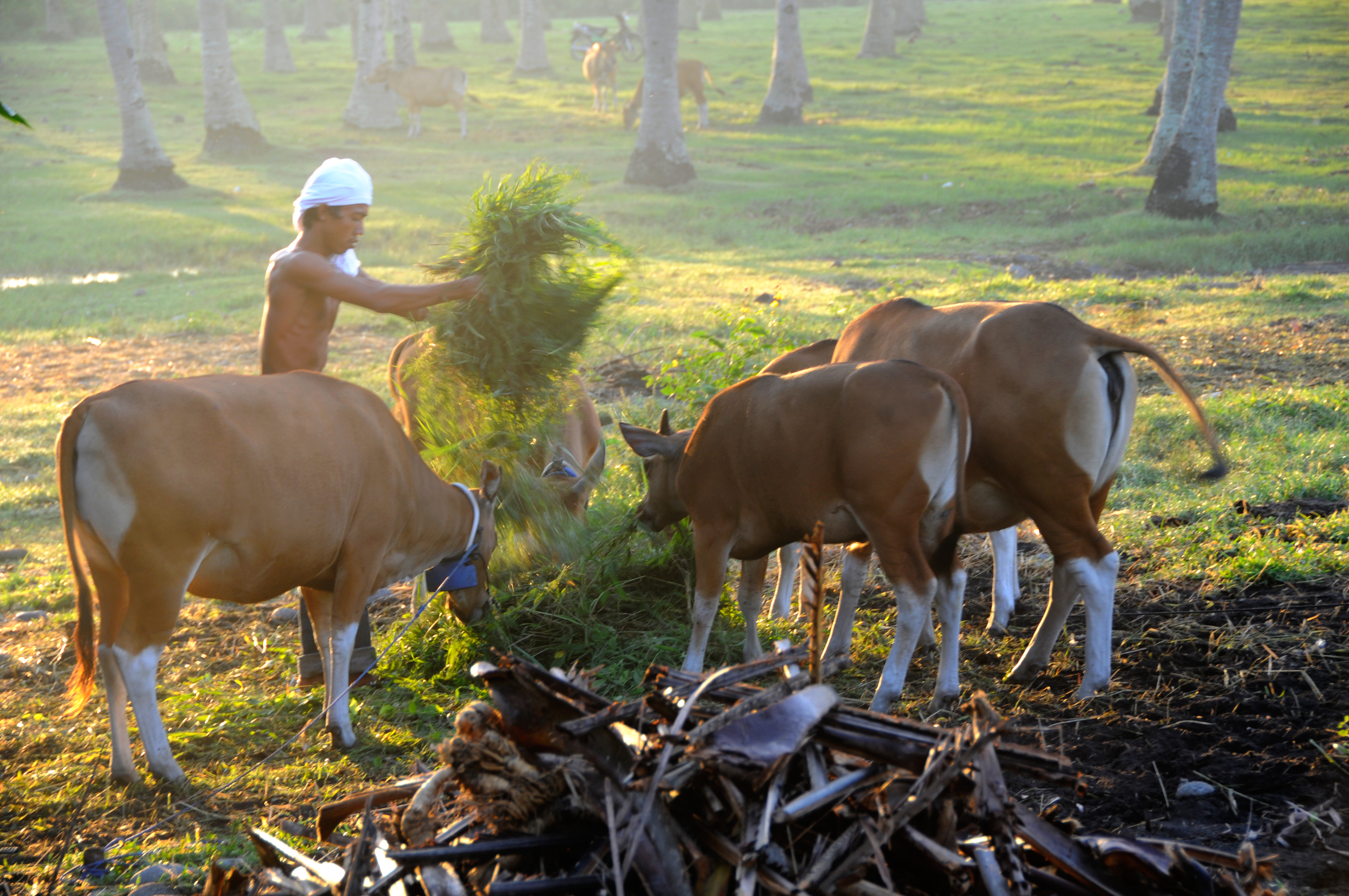
Homme nourrissant son bétail à Medewi, à Bali, en Indonésie.

Le Banteng domestique est principalement utilisé pour le labour (traction bovine) et pour la production de viande.